# ロンドン市警察

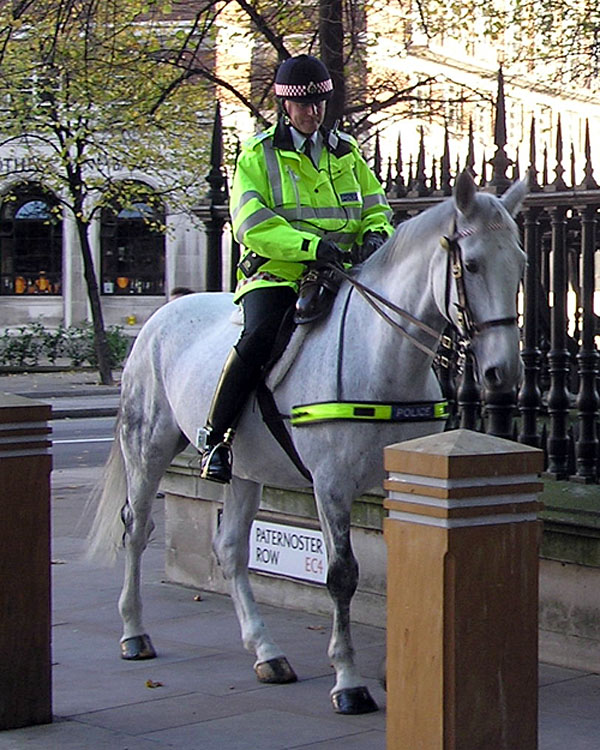
ロンドン市警の騎馬警官

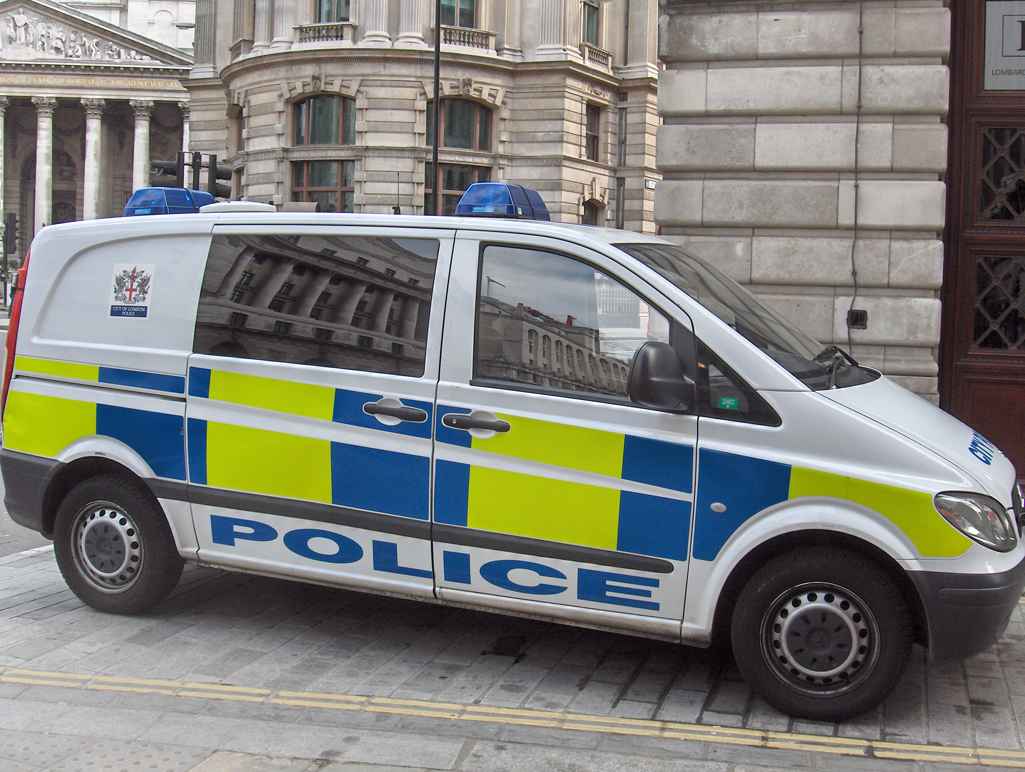
ロンドン市警のパトロールカー、バンタイプ

ロンドン市警察 (ロンドンしけいさつ、City of London Police) はイギリスロンドン市内のシティ・オブ・ロンドンを管轄する警察組織である。シティ・オブ・ロンドン・コーポレーションの管理下に置かれ、本部はウッドストリート警察署にある。1839年創設。
これに対し、ロンドン警視庁（スコットランドヤード）はグレーター・ロンドン全般を、イギリス鉄道警察はグレーター・ロンドン内のナショナル・レールやロンドン地下鉄を、それぞれ担当する。

## 概要
ロンドン市警察は、市内のビショップスゲート、スノーヒル、ウッドストリートに3つの警察署を擁し、約900人の警察官を含む、約1,200人の職員が働いている。ロンドン市警察は担当地域面積と警官人員の点においてイギリス国内に52ある一般の警察のなかでは最も規模の小さい警察である。
ロンドン市警察の管轄地区内で生活する住民は4,421世帯、8,043人ほどであるが、昼間ともなると、わずか1マイル四方のシティ・オブ・ロンドンに約30万人の通勤者が流入するほか、約30万台の自動車が地区内を通行する。

## 歴代警視総監
ロンドン市警察とロンドン警視庁には、イギリス国内にあるほかの多くの地方警察に置かれている警察本部長 (Chief constable) とは異なり、警視総監（Commissioners of Police）のポストが置かれる。
- ダニエル・ホイットル・ハーベイ (1839年 - 1863年)
- ジェームズ・フレイザー (1863年 - 1890年)
- ヘンリー・スミス (1890年 - 1902年)
- ウィリアム・ノット=バウアー (1902年 - 1925年)
- ヒュー・ターンブル (1925年 - 1950年)
- アーサー・ヤング (1950年 - 1971年)
- チャールズ・ジェームズ・ページ (1971年 - 1977年)
- ピーター・マーシャル (1977年 - 1985年)
- オーウェン・ケリー (1985年 - 1994年)
- ウィリアム・テイラー (1994年 - 1998年)
- ペリー・ノーブ (1998年 - 2002年)
- ジェームズ・ハート (2002年 - 2006年)
- マイケル・バウロン (2007年 - 2011年)
- エイドリアン・レパード (2011年 - 2015年)
- イアン・ダイソン (2016年 - 2022年）
- アンジェラ・マクラーレン (2022年 - )